# Nam Hyun-hee
Nam Hyun-hee (kor.: 남현희, ur. 29 września 1981 w Seongnam) – koreańska florecistka, dwukrotna medalistka olimpijska i wielokrotna medalistka mistrzostw świata.
Na igrzyskach olimpijskich w Atenach w 2004 roku była ósma w zawodach indywidualnych. Na rozgrywanych cztery lata później igrzyskach olimpijskich w Pekinie wywalczyła indywidualnie srebrny medal, przegrywając w finale z Włoszką Valentiną Vezzali 5:6. Kolejny medal zdobyła podczas igrzysk olimpijskich w Londynie w 2012 roku, gdzie reprezentacja Korei Południowej w składzie: Nam Hyun-hee, Jeon Hee-sook, Jung Gil-ok i Oh Ha-na zdobyła brązowy medal drużynowo. Indywidualnie zajęła tym razem czwarte miejsce, przegrywając walkę o brązowy medal z Vezzali 12:13. Brała też udział w igrzyskach w Rio de Janeiro w 2016 roku, gdzie była siedemnasta indywidualnie. 
Podczas mistrzostw świata w Lipsku w 2005 roku wspólnie z Jung Gil-ok, Lee Hyeon-su i Seo Mi-jung zdobyła złoty medal w rywalizacji drużynowej. W tej samej konkurencji Koreanki z Nam w składzie zdobywały również brązowe medale na mistrzostwach świata w Turynie (2006), mistrzostwach świata w Paryżu (2010) i mistrzostwach świata w Katanii (2011). Na mistrzostwach świata w Paryżu (2010) i mistrzostwach świata w Katanii (2011) zdobywała także brązowe medale indywidualnie, odpowiednio za Włoszkami Elisą Di Francisca i Arianną Errigo oraz za Valentiną Vezzali i Elisa Di Franciscą.
Wywalczyła drużynowo złoty medal na igrzyskach azjatyckich w Pusan (2002). Następnie zwyciężała indywidualnie i w drużynie podczas igrzysk azjatyckich w Doha (2006) oraz igrzysk azjatyckich w Kantonie (2010). Na igrzyskach azjatyckich w Inczon (2014) zdobyła złoto drużynowo i brąz indywidualnie, a podczas igrzysk azjatyckich w Dżakarcie (2018) wraz z koleżankami z reprezentacji zajęła trzecie miejsce.
Wielokrotnie zdobywała medale mistrzostw Azji w tym złote: indywidualnie na MA w Bangkoku (2001), MA w Doha (2009), MA w Seulu (2010), MA w Seulu (2011), MA w Wakayamie (2012), MA w Suwon (2014) i MA w Wuxi (2016) oraz drużynowo na MA w Doha (2009), MA w Seulu (2010), MA w Seulu (2011), MA w Suwon (2014), MA w Singapurze (2015), MA w Hongkongu (2017) i MA w Bangkoku (2018).
Ukończyła studia na kierunku wychowanie fizyczne na Koreańskim Narodowym Uniwersytecie Sportu.